# Ізяслав Давидович
Ізясла́в Дави́дович (бл. 1100 — 6 квітня 1161) — руський князь із династії Рюриковичів. Великий князь київський (16 грудня 1154 — 20 березня 1155, 19 травня 1157 — 21 грудня 1158, 12 лютого — 6 березня 1161 Князь чернігівський. Син Давида Святославича. У західній традиції — Ізясла́в III.

## Біографія
На відміну від свого брата Володимира підтримував Ізяслава Мстиславича в боротьбі за Київ проти Юрія Довгорукого. У битві на Руті 1151 року Володимир загинув, а Ізяслав заволодів Черніговом.
Після смерті Ізяслава Мстиславича та В'ячеслава Володимировича київський престол перейшов до смоленського князя Ростислава Мстиславича, який пішов на Чернігів війною й зазнав поразки, після чого поступився Києвом Ізяславу Давидовичу. Однак, Ізяславу теж довелося поступитися Києвом грізнішому Юрію Довгорукому.

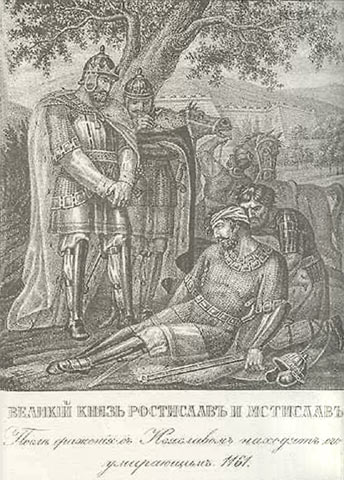
Великий князь Київський Ростислав Мстиславич і його племінник Мстислав Ізяславич знаходять помираючого Ізяслава Давидовича, картина Б. Чорікова

Чернігівський князь Ізяслав Давидович знову захопив великокняжий київський престол 1157 року, після того як Юрія Довгорукого отруїли в Києві. За чергою старшинства Ізяслав мав поступитися чернігівським столом та округою своєму молодшому родичу двоюрідному братові новгород-сіверському князеві Святославу Ольговича. Замість цього Ізяслав лише віддав Святославу Чернігів з сімома іншими містами. 
Зібравши військо він пішов 1158 (1159) року на волинського князя Мстислава Ізяславича і галицького князя Ярослава Осмомисла і кликав чернігівського князя Святослава Ольговича на допомогу. Коли він відмовився, то Ізяслав передав йому: «Дивись, брат! Коли, Бог дасть, впораюсь в Галичі, тоді вже не нарікай на мене, як поповзеш ти з Чернігова назад до Новгороду Сіверського». На цю погрозу Святослав відповів, що відображає спустошення щонайменше руської землі лівобережньої Наддніпрянщини й заселення її половцями: «Господи, ти бачиш моє смирення, скільки я поступався своїм, не бажаючи лити крові християнської, губити своєї вітчини; взяв я місто Чернігів з сімома іншими містами, та й то порожніми: живуть в них псарі та половці». Серед цих спустілих міст заселених половцями в Чернігівській землі присутнє одне з найстаріших і найбагатших міст Подніпров'я - Любеч.
Під Білгородом берендеї перекинулися до Мстислава, і йому довелося втікати з Києва й шукати союзників. Спочатку Ізяслав здійснив невдалу спробу захопити Чернігів, де сидів Святослав Ольгович. Потім, 1161 року, отримавши підтримку від володимиро-суздальського князя Андрія Боголюбського здобув Київ утретє, але знову не зміг втримати його, зазнавши поразки від Мстислава Ізяславича, який віддав київський престол своєму дядькові Ростиславу як старшому в роді. Втікаючи від переслідування, Ізяслав отримав смертельну рану й незабаром помер.

## Родовід
|  |                                                 |  |  |  |  |  |  |  |  |  |  |  |  |  |  |  |
|  | 8. Ярослав Мудрий, великий князь київський      |  |  |  |  |  |  |  |  |  |  |  |  |  |  |  |
|  |                                                 |  |  |  |  |  |  |  |  |  |  |  |  |  |  |  |
|  |                                                 |  |  |  |  |  |  |  |  |  |  |  |  |  |  |  |
|  | 4. Святослав Ярославич, великий князь київський |  |  |  |  |  |  |  |  |  |  |  |  |  |  |  |
|  |                                                 |  |  |  |  |  |  |  |  |  |  |  |  |  |  |  |
|  |                                                 |  |  |  |  |  |  |  |  |  |  |  |  |  |  |  |
|  | 9. Інгігерда, принцеса шведська                 |  |  |  |  |  |  |  |  |  |  |  |  |  |  |  |
|  |                                                 |  |  |  |  |  |  |  |  |  |  |  |  |  |  |  |
|  |                                                 |  |  |  |  |  |  |  |  |  |  |  |  |  |  |  |
|  | 2. Давид Святославич, князь чернігівський       |  |  |  |  |  |  |  |  |  |  |  |  |  |  |  |
|  |                                                 |  |  |  |  |  |  |  |  |  |  |  |  |  |  |  |
|  |                                                 |  |  |  |  |  |  |  |  |  |  |  |  |  |  |  |
|  | 1. Ізяслав Давидович, великий князь київський   |  |  |  |  |  |  |  |  |  |  |  |  |  |  |  |
|  |                                                 |  |  |  |  |  |  |  |  |  |  |  |  |  |  |  |
|  |                                                 |  |  |  |  |  |  |  |  |  |  |  |  |  |  |  |
|  | 3. Килікія                                      |  |  |  |  |  |  |  |  |  |  |  |  |  |  |  |
|  |                                                 |  |  |  |  |  |  |  |  |  |  |  |  |  |  |  |
|  |                                                 |  |  |  |  |  |  |  |  |  |  |  |  |  |  |  |